# Put It on Me
«Put It on Me» es un sencillo de Dr. Dre y DJ Quik de la banda sonora de la película ganadora de un Oscar Training Day. La canción fue producida por Dr. Dre y DJ Quik. Después se incluyó en el álbum de DJ Quik Under tha Influence.
- Datos: Q3500423